# Dionisio de Corinto
Dionisio de Corinto (Corinto, primera mitad del s. II - ca. 178) fue obispo de Corinto en la segunda mitad del siglo II. Es venerado como santo en toda la cristiandad.

## Biografía
Se sabe que vivió hacia el 171 porque escribió una carta al papa Sotero. Además, Eusebio de Cesarea dice en su Historia eclesiástica que vivió el undécimo año del reinado de Marco Aurelio, que era el 171. Habría sido obispo de Corinto después de Hegesipo de Corinto y antes de Baquil.
Se distinguió por su piedad y elocuencia y por su santidad. De sus cartas a las diócesis de Grecia no se conserva ninguna pero Eusebio de Cesarea da una lista y San Jerónimo unos fragmentos. Sabemos que escribió a las comunidades de Lacedemonia, hablando de la ortodoxia, la paz y la unión; y a los atenienses, exhortándolos a vivir según el Evangelio y no caer en la apostasía; a los de Nicomedia, hablando contra el marcionismo; a los de Gortina y otros lugares de Creta, loándolo el obispo Felipe; a los de Amastris, hablando del celibato y el matrimonio, y a Pinito de Cnossos, sobre el celibato. La más importante fue la carta a los romanos, la única de la que se conservan fragmentos. Era una respuesta a una carta del papa, en la que había enviado limosnas. Murió supuestamente martirizado el 178.